# Натпис из Дрероса
Натпис из Дрероса је најстарији сачувани писани закон из древне Грчке. Откривен је у Дреросу, древном насељу на острву Крит, 1936. године, а први пут су га објавили Пјер Демарњ и Анри ван Ефентер 1937. године.
1936. године у хеленистичком резервоару у Дреросу откривено је тринаест камена нисписана архаичним словима. Камење изгледа потиче од источног зида Аполоновог храма и сачињава укупно осам натписа или фрагмената натписа. Овакав приказ закона у јавности, често у светилиштима, честа је карактеристика архаичног критског закона. Натпис из Дрероса је најдужи од ових осам закона.
Дреросов закон уклесан је у блоку сивог шкриљца који мери 1,74м x 0,25м x 0,35м. На блоку су исписана велика, неправилна слова (висока око 0,02 до 0,05м). Л. Х. Џефри описао је слова као „висока, танка и раштркана“ и напомиње да подсећају на писмо на Посвети Никандре. Постоје четири пуна реда текста и поред тога још и реч уклесана мањим словима између првог и другог реда. Прва три пуна реда написана су на начин бустрофидона – тј. Наизменично с десна  налево и слева надесно, али четврти ред започиње нову клаузулу и поново почиње с десне стране – ово је први познати пример овог система параграфисања у грчком тексту. 
Текст потиче из друге половине седмог века пре нове ере и најстарији је сачуван грчки закон. Закон започиње призивањем бога и по закону свако ко заузима функцију космоса не може поново да је заузима десет година након истека мандата и свако ко крши закон мора бити кажњен и лишен грађанских права. Завршна клаузула закона наводи космос, даимои и двадесет полиса који полажу заклетву како би потврдити закон. Ово ограничење вршења функције космоса паралелно је са натписом из Гортине, мада је у Гортини ограничење вршења функције било само једном у три године.